# آدریانو گرلین دا سیلوا
آدریانو گرلین دا سیلوا (به پرتغالی: Adriano Gerlin da Silva) مهاجم اهل برزیل است که در شهر دراسینا و در تاریخ ۲۰ سپتامبر ۱۹۷۴ به دنیا آمده‌است.
آدریانو گرلین دا سیلوا در تیم‌های فوتبال باشگاه فوتبال گوارانی سابقهٔ حضور دارد.